# Gare de Houlgate
La gare de Houlgate est une gare ferroviaire française de la ligne de Mézidon à Trouville - Deauville, située sur le territoire de la commune de Houlgate, dans le département du Calvados, en région Normandie.
C'est une halte ferroviaire de la Société nationale des chemins de fer français (SNCF), desservie par des trains TER Normandie.

## Situation ferroviaire
Établie à 12 mètres d'altitude, la gare de Houlgate est située au point kilométrique (PK) 30,571 de la ligne de Mézidon à Trouville - Deauville, entre les gares de Villers-sur-Mer et Dives-sur-Mer-Port-Guillaume.

## Histoire
La voie ferrée en provenance de Mézidon atteint Dives - Cabourg en 1879 et Beuzeval-Houlgate en 1882. Deux ans plus tard, la ligne est prolongée jusqu'à Trouville - Deauville.
La gare s'appelle d'abord Beuzeval-Houlgate, puis Houlgate-Beuzeval et finalement Houlgate. Le bâtiment voyageurs est typique de l'architecture de la Compagnie des chemins de fer de l'Ouest et est utilisé jusqu'en 1996. À la même période, la halle aux marchandises est désaffectée. La gare a perdu ses trains directs pour Paris-Saint-Lazare à la suite de l'électrification en 25 kV 50 Hz entre Lisieux et Trouville - Deauville.

## Service des voyageurs

### Accueil

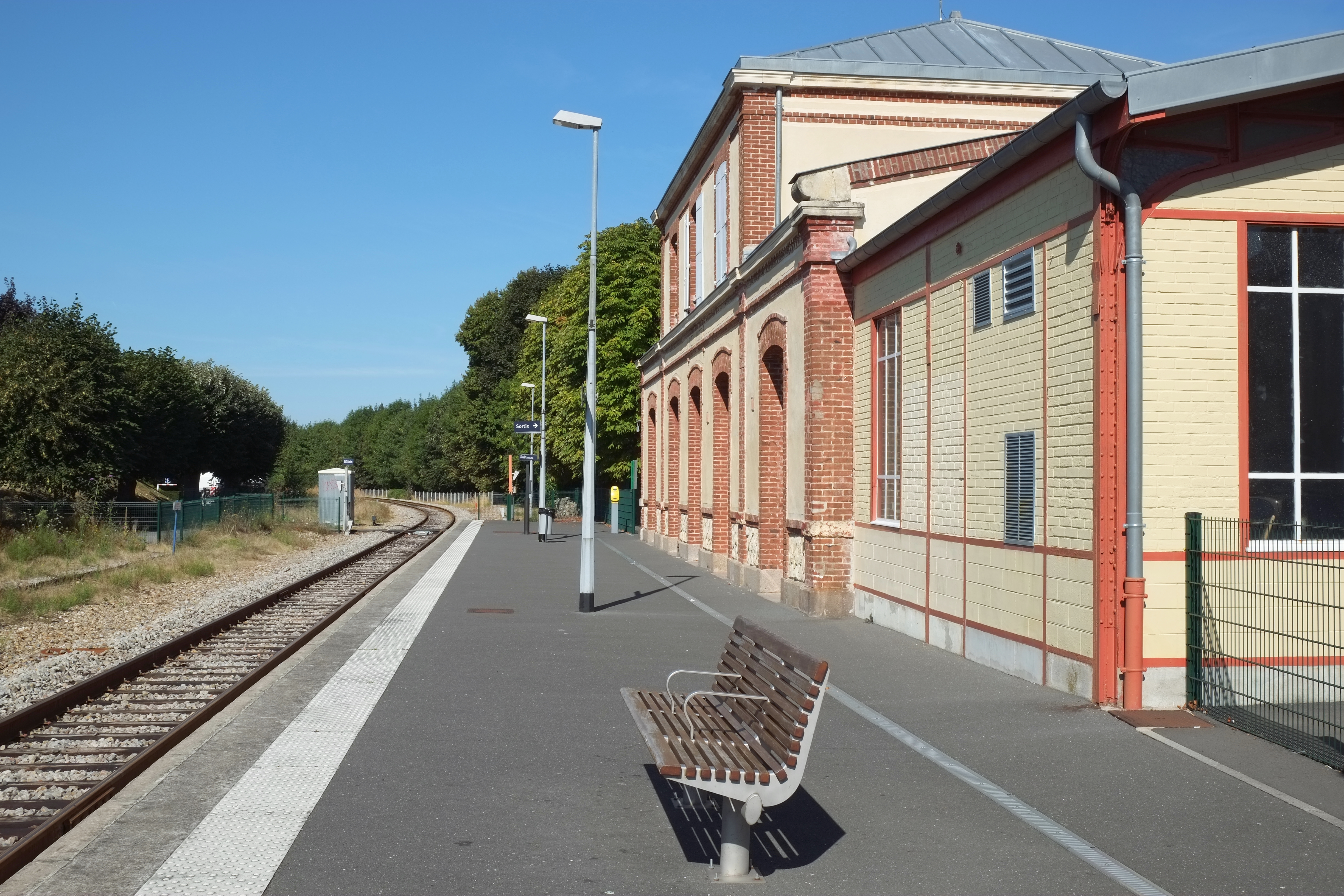
Le quai.

Halte SNCF, c'est un point d'arrêt non géré (PANG) à entrée libre. Le rez-de-chaussée du bâtiment voyageurs sert de salle d'exposition.

### Desserte

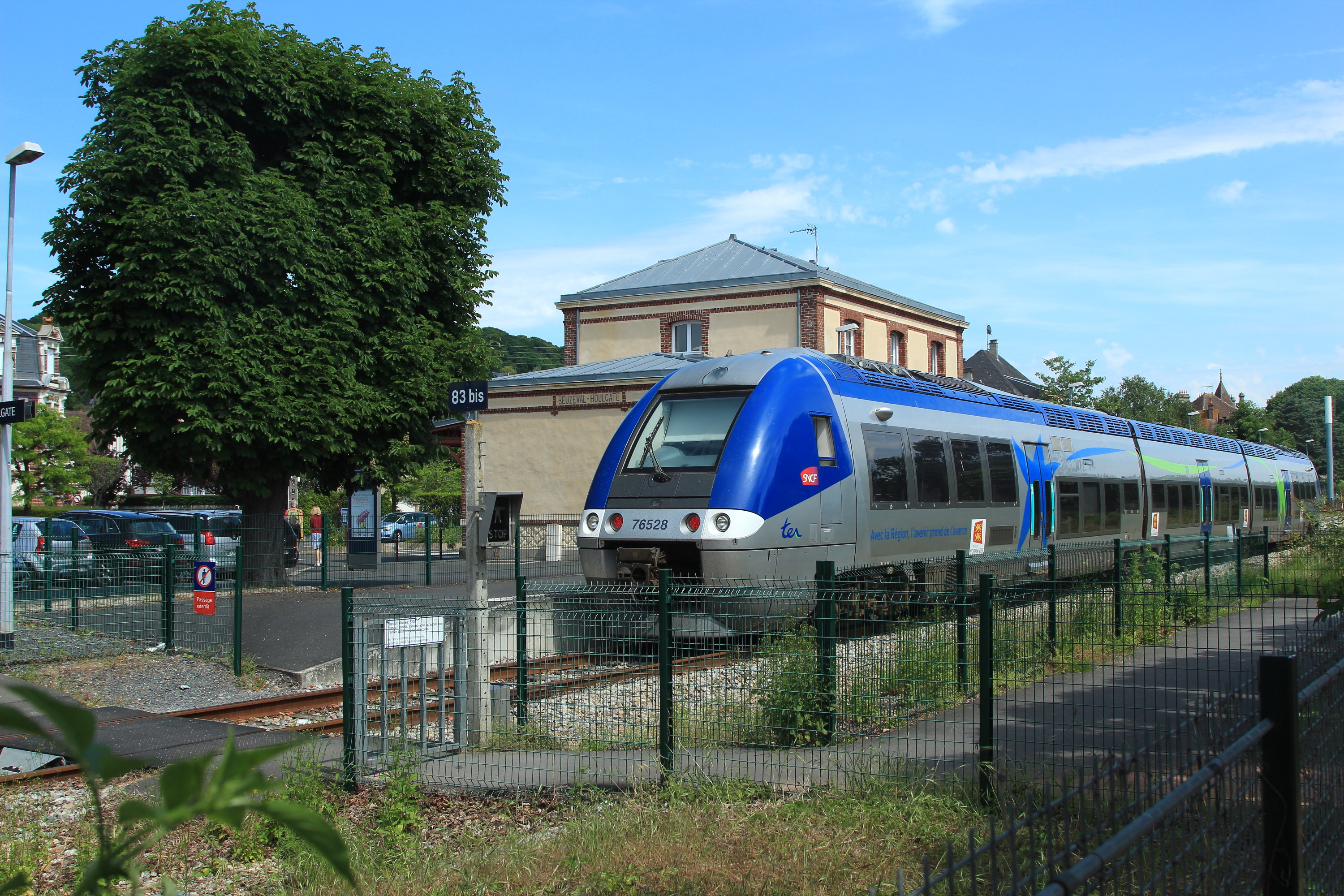
TER à destination de Trouville - Deauville.

Houlgate est desservie par les trains TER Normandie qui effectuent des missions entre les gares de Trouville - Deauville et Dives - Cabourg. Comme toutes les gares de cette relation, elle n'est desservie que les week-end en hiver (le jeudi soir et du vendredi soir au lundi matin) et tous les jours en été.

## Fréquentation
De 2015 à 2023, selon les estimations de la SNCF, la fréquentation annuelle de la gare s'élève aux nombres indiqués dans le tableau ci-dessous.
| Année     | 2015   | 2016   | 2017   | 2018   | 2019   | 2020  | 2021   | 2022   | 2023   |
| --------- | ------ | ------ | ------ | ------ | ------ | ----- | ------ | ------ | ------ |
| Voyageurs | 14 511 | 14 006 | 14 587 | 12 321 | 15 283 | 8 614 | 11 758 | 14 635 | 15 045 |

## À la télévision
Le bâtiment voyageurs de la gare, ainsi que la ligne ferroviaire (où circule une B 82500, bien que l'intérieur de la rame soit en fait celui d'une Z 56600) traversant la ville et sa digue, sont brièvement visibles dans une série de publicités du Crédit mutuel (réalisée par Yvan Attal), diffusées en novembre 2024.